# Ghada Amer
Ghada Amer (Il Cairo, 22 maggio 1963) è un'artista egiziana.

## Biografia
Nata al Cairo nel 1963, cresce la sua infanzia tra la Libia, il Marocco e l'Algeria. Emigra insieme ai genitori in Francia all'età di undici anni. Nel 1989 si trasferisce a Nizza per frequentare l'istituto École nationale supérieure des beaux-arts. Nel 1997 ha ricevuto una borsa di studio dalla Fondazione Pollock-Krasner.
Tra le altre mostre personali ha esposto negli Stati Uniti, Francia, Sudafrica, Singapore, Corea, Italia e in altri luoghi. Amer ha esposto anche al Brooklyn Museum, Museum for African Art, Museo d'arte di Tel Aviv (dove fu il primo artista ad avere una mostra personale) oltre che alla Gwangju Biennale e alla Whitney Biennial. Inoltre ha esposto alle edizione degli anni 1999 e 2005 della Biennale di Venezia, alla Biennale di Johannesburg del 1997 e alla Biennale di Lione dell'anno 2000. Grazie alla sua prima partecipazione alla Biennale di Venezia ha ricevuto il premio UNESCO ormai giunto alla sua quarantottesima edizione. Nel 2004 è stato anche nella giuria del Aga Khan Award for Architecture; vive e lavora a New York.

## Opere
Nelle sue opere Amer tratta temi quali estremismo del femminismo, il fanatismo religioso e i problemi legati al corpo e alla seduzione di quest'ultimo. Inoltre è conosciuto per l'uso della tecnica del ricamo sia nelle sue pitture che nelle sculture.
Le sue opere sono state criticate dalle comunità musulmane perché presentano corpi femminili nudi.